# Brytyjska Formuła 3 Sezon 1996
46 sezon Brytyjskiej Formuły 3 (Green Flag British F3) – rozpoczął się 31 marca i zakończył się 13 października po szesnastu rundach.

## Kalendarz
| Runda | Tor            | Data            | Pole position      | Najszybsze okrążenie | Zwycięzcą (kierowca) | Zwycięzcą (zespół)  |
| ----- | -------------- | --------------- | ------------------ | -------------------- | -------------------- | ------------------- |
| 1     | Silverstone    | 31 marca        | Guy Smith          | Ralph Firman         | Guy Smith            | Fortec Motorsport   |
| 2     | Silverstone    | 31 marca        | Guy Smith          | Jamie Davies         | Jamie Davies         | TWR Junior Team     |
| 3     | Thruxton       | 14 kwietnia     | Ralph Firman       | Ralph Firman         | Jamie Davies         | TWR Junior Team     |
| 4     | Donington Park | 5 maja          | Ralph Firman       | Juan Pablo Montoya   | Juan Pablo Montoya   | Fortec Motorsport   |
| 5     | Brands Hatch   | 27 maja         | Ralph Firman       | Ralph Firman         | Ralph Firman         | Paul Stewart Racing |
| 6     | Brands Hatch   | 27 maja         | Ralph Firman       | Ralph Firman         | Ralph Firman         | Paul Stewart Racing |
| 7     | Oulton Park    | 8 czerwca       | Jonny Kane         | Juan Pablo Montoya   | Ralph Firman         | Paul Stewart Racing |
| 8     | Donington Park | 23 czerwca      | Brian Smith        | Juan Pablo Montoya   | Juan Pablo Montoya   | Fortec Motorsport   |
| 9     | Silverstone    | 13 lipca        | Darren Manning     | Jonny Kane           | Darren Manning       | SpeedSport F3       |
| 10    | Thruxton       | 28 lipca        | Darren Manning     | Juan Pablo Montoya   | Juan Pablo Montoya   | Fortec Motorsport   |
| 11    | Snetterton     | 11 sierpnia     | Jonny Kane         | Jonny Kane           | Jonny Kane           | Paul Stewart Racing |
| 12    | Pembrey        | 1 września      | Jonny Kane         | Jonny Kane           | Nicolas Minassian    | Promatecme          |
| 13    | Pembrey        | 1 września      | Jonny Kane         | Jonny Kane           | Jonny Kane           | Paul Stewart Racing |
| 14    | Zandvoort      | 29 września     | Juan Pablo Montoya | Kurt Mollekens       | Kurt Mollekens       | Alan Docking Racing |
| 15    | Zandvoort      | 29 września     | Brian Smith        | Ralph Firman         | Jonny Kane           | Paul Stewart Racing |
| 16    | Silverstone    | 13 października | Nicolas Minassian  | Nicolas Minassian    | Nicolas Minassian    | Promatecme          |

## Klasyfikacja generalna

### Klasyfikacja kierowców
Punktacja:

Kwalifikacje: 1 punkt

Wyścig: 10-8-6-5-4-3-2-1 (osiem pierwszych pozycji)
| Legenda oznaczeń w tabelach wyników Wyświetl szablon na nowej stronie | Legenda oznaczeń w tabelach wyników Wyświetl szablon na nowej stronie                                                                     |
| Oznaczenie                                                            | Wyjaśnienie |
| --------------------------------------------------------------------- | --- |
| Złoty                                                                 | Zwycięzca lub mistrzostwo |
| Srebrny                                                               | 2. miejsce lub wicemistrzostwo |
| Brązowy                                                               | 3. miejsce lub II wicemistrzostwo |
| Zielony                                                               | Ukończył, punktował (w klasyfikacji generalnej, gdy zdobył co najmniej jeden punkt na przestrzeni sezonu, poza trzema powyższymi opcjami) |
| Niebieski                                                             | Ukończył, nie punktował (w klasyfikacji generalnej, gdy nie zdobył co najmniej jednego punktu na przestrzeni sezonu)                      |
| Czerwony                                                              | Nie zakwalifikował się (NZ) |
| Czerwony                                                              | Nie prekwalifikował się (NPK) |
| Różowy                                                                | Nie ukończył (NU) |
| Różowy                                                                | Niesklasyfikowany (NS) (w klasyfikacji generalnej, gdy nie został sklasyfikowany w żadnym wyścigu sezonu)                                 |
| Czarny                                                                | Zdyskwalifikowany (DK) |
| Czarny                                                                | Wykluczony (WYK/EX) |
| Biały                                                                 | Nie wystartował (NW) |
| Biały                                                                 | Kontuzjowany (K/INJ) |
| Biały                                                                 | Wyścig odwołany (OD/C) |
| Bez koloru                                                            | Został wycofany (WYC/WD) |
| Bez koloru                                                            | Nie przybył (NP/DNA) |
| Bez koloru                                                            | Nie brał udziału w treningach (NT/DNP) |
| Bez koloru                                                            | Nie został zgłoszony (–) |
| Pogrubienie                                                           | Start z pole position |
| Kursywa                                                               | Najszybsze okrążenie wyścigu |
| †                                                                     | Nie ukończył, ale jego rezultat został zaliczony ze względu na przejechanie więcej niż 90% dystansu wyścigu.                              |
| *                                                                     | Sezon w trakcie |
| 1/2/3                                                                 | Punktowana pozycja w sprincie kwalifikacyjnym                                                                                             |
| Lista systemów punktacji Formuły 1                                    | |

| Poz. | Kierowca           | Zespół              | Punkty |
| ---- | ------------------ | ------------------- | ------ |
| 1    | Ralph Firman       | Paul Stewart Racing | 188    |
| 2    | Kurt Mollekens     | Alan Docking Racing | 148    |
| 3    | Jonny Kane         | Paul Stewart Racing | 146    |
| 4    | Nicolas Minassian  | Promatecme          | 139    |
| 5    | Juan Pablo Montoya | Fortec Motorsport   | 137    |
| 6    | Guy Smith          | Fortec Motorsport   | 132    |
| 7    | Darren Manning     | SpeedSport F3       | 105    |
| 8    | Jamie Davies       | TWR Junior Team     | 98     |
| 9    | James Matthews     | Promatecme          | 59     |
| 10   | Brian Smith        | TOM’s               | 44     |
| 11   | Brian Cunningham   | Alan Docking Racing | 34     |
| 12   | Ángel Burgueño     | Intersport          | 31     |
| 13   | Mark Shaw          | TWR Junior Team     | 12     |
| 14   | Gonzalo Rodriguez  | Alan Docking Racing | 9      |
| =15  | Patrice Gay        | Graff Racing        | 8      |
| =15  | Takashi Yokoyama   | TOM’s               | 8      |
| 17   | Martin Byford      | Z-Speed             | 7      |
| 18   | Risto Virtanen     | Alan Docking Racing | 4      |
| 19   | Kazuto Yanagawa    | TOM’s               | 3      |

### Klasa narodowa
| Poz. | Kierowca         | Zespół             | Punkty |
| ---- | ---------------- | ------------------ | ------ |
| 1    | Simon Wills      | Z-Speed            | 201    |
| 2    | Shingo Tachi     | Team Magic Racing  | 192    |
| 3    | Ben Collins      | Team Magic Racing  | 147    |
| 4    | Martin O’Connell | Rowan Racing       | 131    |
| 5    | Michael Bentwood | SpeedSport F3      | 119    |
| 6    | Tavo Hellmund    | Mark Bailey Racing | 56     |
| 7    | Philip Hopkins   | Hopkins Motorsport | 52     |
| 8    | Chris Clark      | Mark Bailey Racing | 45     |
| 9    | Masami Nakamura  | ?                  | 20     |
| 10   | James Carney     | ?                  | 12     |